# 木村勉 (実業家)
木村 勉（きむら つとむ、1935年6月3日 - ）は、日本の実業家。ラーメンチェーン店天下一品を運営する、株式会社天一食品商事ほか天下一品グループの代表取締役。

## 来歴
父は復員後、露店を開いていた。母は近所を回り靴修理をしていた。1971年頃に勤めていた会社が倒産、36歳で京都市内で屋台でラーメン販売を始めた。北白川総本店に本店を置き、全国にチェーン展開を行っている。
また、スパリゾート雄琴あがりゃんせなど、グループ会社4社の代表取締役を務める。自社CMや、とっぴもナイトなどの自社提供番組を含み多数のテレビ出演がある。2011年1月17日には、毎日放送（MBS）が制作したドキュメンタリー番組「天下一品物語 ～すべては屋台から始まった～」を関西ローカル番組として深夜時間帯に放映した。当番組は、本人が出演する他、一大ラーメンチェーン店を築き上げるまでの波乱万丈な人生を振り返る再現ドラマでは、俳優の金山一彦が木村 勉の役を演じた。また2012年1月は「メンゲキ!」として映画化される。

## 人物
- 生まれ変わったらもう一度男として生まれ、総理大臣、若しくは実業家として日本を牽引する人物になりたいとしている[2]。
- SAPIOを愛読している[2]。
- 木村はテレビCMを手掛けた広告代理店に「視聴率が悪い。誠意を見せろ」と迫り、示談金1800万円の金銭の支払いを要求の上念書を強要したとして提訴された。2014年7月、京都地裁は「強圧的で異常な言動があった」として木村の行為を認定し、広告代理店に対する慰謝料の支払いを命じる判決を出している[3][4]。

## 出演

### ラジオ
- 木村勉と元気いっぱい！ナイストーク（ラジオ大阪 土曜 13:30 - 14:00）今西令子　四方香菜（月末）

### テレビ
- とっぴもナイト→てっぺんとったるで!（KBS京都 土曜 22:00 - 22:30、 びわ湖放送 月曜 21:25 - 21:54）